# Steyr 548
Der Steyr 548 ist ein Traktor aus der Steyr Plus-Serie von Steyr Daimler Puch. Er wurde von 1977 bis 1981 gebaut.
1971 wurde die bestehende Plus-Serie mit den Typen Steyr 30, Steyr 40, Steyr 50, Steyr 70 und Steyr 90 aus Marketinggründen auf dreistellige Typenbezeichnungen umgestellt und gleichzeitig wurden einige Änderungen vorgenommen, die sich zum Teil auch an der Leistung auswirkten. Der neue Steyr 540 ersetzte daher den um zwei PS schwächeren Steyr 40 und der Steyr 650 ersetzte den Steyr 50. Mit dem Steyr 545 wurde 1972 leistungsmäßig die Lücke geschlossen und 1977 kam an seiner Stelle der etwas stärkere Steyr 548.
Der wassergekühlte Dieselmotor des Typs WD 308.45 mit drei Zylindern und 2,355 l Hubraum hatte eine Leistung von rund 35 kW (47 PS). Das Getriebe hatte 16 Vorwärtsgänge und acht Rückwärtsgänge, auf Wunsch auch 16 Vorwärtsgänge und 16 Rückwärtsgänge. Die Höchstgeschwindigkeit wurde mit 27 km/h angegeben.
Der Traktor war als Steyr 548 in der Hinterradversion und als Steyr 548 a in einer Allradversion erhältlich. Zusätzlich gab es noch eine Schmalspurversion als Steyr 548 s. Eine Kabine war auf Wunsch zu haben.
1981 wurde der Steyr 548 durch die Baureihe 80 ersetzt.
Die Karosserie wurde vom französischen Industriedesigner Louis Lucien Lepoix entworfen.